# وردانية أودايبورية
وردانية أودايبورية (الاسم العلمي:Rhodomicrobium udaipurense) هي نوع من البكتيريا تتبع جنس الوردانية من فصيلة الخيطبيات.